# 第37装甲掷弹兵旅

旅徽章

第37 装甲掷弹兵旅“萨克森自由州”是德国联邦国防军陆军(Bundeswehr Heer) 的一个机械化步兵旅。该旅的总部设在萨克森州的弗兰肯贝格。
该旅的历史始于 1990 年东德国家人民军解散。 1991年，该旅从国家人民军第7装甲师成立为国土安全第37旅。 1993年，第一批新兵开始训练。 1995 年，该旅更名为第 37 装甲掷弹兵旅，并从德累斯顿迁至弗兰肯贝格/萨克森，1996 年更名为第 37 猎兵旅。该旅当时由一个伞兵营、一个山地轻步兵营和一个装甲掷弹兵营组成。 1997年，该旅援救奥得河水灾。当第 39 装甲旅（德国联邦国防军） “图林根”于 2001 年解散时，该旅接管了第 391 装甲掷弹兵营和第 39 坦克营。该旅将第373伞兵营调至第31空降旅。 2001-2002 年，该旅是波斯尼亚维和部队中第 4 德国特遣队大部分人员来源； 2003 年，Panzerpionierkompanie 370 在 Doberlug-Kirchhain 解散。 2004 年至 2005 年，该旅为第 6 德国国际安全援助部队特遣部队和德国“PRT Kunduz”在阿富汗的第二次轮换提供了力量。 2005年，第375自行火炮营被解散。 2006年，该旅为第11次德国ISAF轮换提供兵力，并接管了巴特弗兰肯豪森的第131后勤营。
2007 年 1 月 25 日，第390装甲先锋连在巴特萨尔聪根解散。该旅于 2007 年 4 月 1 日再次改编为装甲掷弹兵编队。此外，第131修理营成为第131后勤营，第701先锋营成为第701装甲营。此外，第13装甲侦察营被重新分类为第13侦察营。 第371猎兵营于 2007 年 7 月重新归类为 第371装甲掷弹兵营。 2008年，第571山地兵营解散。
该旅现在是第 10 装甲师（德国联邦国防军）的一部分。

## 当前组织
截至 2023 年 4 月 1 日，该旅的组织结构如下：
- 第 37 装甲掷弹兵旅（Panzergrenadierbrigade 37），位于弗兰肯贝格
  - 第 37 装甲掷弹兵旅参谋和支援连 (Stabs- und Unterstützungskompanie Panzergrenadierbrigade 37)，位于弗兰肯贝格
  - 第 13 侦察营 (Aufklärungsbataillon 13)，在哥达，配备Fennek侦察车和KZO无人机
  - 第 212 装甲掷弹兵营（Panzergrenadierbataillon 212），在奥古斯多夫，配备 44 辆美洲狮步兵战车
  - 第 371 装甲掷弹兵营（Panzergrenadierbataillon 371），在马林贝格，配备 44 辆 Marder 步兵战车
  - 第 391 装甲掷弹兵营（Panzergrenadierbataillon 391），位于巴特萨尔聪根，配备 44 辆 Marder 步兵战车
  - 第 393 装甲营 (Panzerbataillon 393)，在巴特弗兰肯豪森，配备 44 辆豹 2A6 主战坦克
  - 第 909 装甲掷弹兵营（Panzergrenadierbataillon 909），位于马林贝格（预备役部队）
  - 第 701 装甲工兵营（Panzerpionierbataillon 701），位于格拉
  - 第 131 补给营（Versorgungsbataillon 131），位于巴特弗兰肯豪森
  - 第 37 装甲掷弹兵旅信号连 (Fernmeldekompanie Panzergrenadierbrigade 37)，位于弗兰肯贝格